# Здесь живут монстры
Здесь живут монстры (англ. Here Be Monsters!) — роман, написанный и иллюстрированный детским писателем Аланом Сноу. Впервые книга была опубликована в Великобритании в 2005 году. Книга включает в себя около 500 чёрно-белых иллюстраций, первоначально выполненных чернилами. Книга содержит множество элементов фэнтэзи и приключений.

## Сюжет
В книге описываются приключения мальчика Артура Трабшоу и его друзей, среди которых есть удивительные существа — бокс-тролли. Действия книги происходят в вымышленном городе Рэтбридже. Герои противостоят тайной преступной организации — сырной гильдии.

## Цитаты и отзывы о книге
«Лучшая иллюстрированная детская книга года» — Sunday Mirror

«Эта книга станет классикой детской литературы» — Daily Express

## Экранизация
В 2014 году книга была экранизирована в виде кукольного мультфильма. Созданием проекта занималась студия Laika Entertainment, а режиссёрами выступили Грэм Эннэбл и Энтони Стакки.

## Российские издания
Алан Сноу. Здесь живут монстры. Переводчик Юрий Хазанов. Издательство АСТ. 2007. ISBN 5-17-040150-7, 5-271-15028-3, 5-9762-1416-9. Твёрдый переплёт. Тираж 3000 экземпляров.